# طعمه‌سفید تاسمانی
طعمه‌سفید تاسمانی (نام علمی: Lovettia sealii) نام یک گونه از تیره اخترماهیان است.